# Syngamia cassidalis
Syngamia cassidalis là một loài bướm đêm trong họ Crambidae.